# Richard Reschl
Richard Reschl (* 1949) ist ein deutscher Soziologe, Stadtplaner, Professor und Berater.
Von 1970 bis 2010 war er bei Kommunalentwicklung Baden-Württemberg beschäftigt (ab 2000 Teil der Landesbank Baden-Württemberg).
Reschl gilt als Mediator von Stadtentwicklungsprozessen. Er erhält regelmäßig Aufträge von baden-württembergischen Kommunen. Bekannt wurde er 1997 mit der Moderation einer Bürgerbeteiligung zu Stuttgart 21. Im Jahr 2010 vergab die Stadt Stuttgart abermals die Moderation einer Bürgerbeteiligung zum neuen Rosenstein-Viertel von Stuttgart an Reschl.
Von Oktober 2010 bis Dezember 2014 betrieb Reschl zusammen mit dem früheren Tübinger Finanzbürgermeister Eugen Höschele (CDU) das Planungs- und Beratungsunternehmen Reschl und Höschele, Stuttgart. Schwerpunkte sind Stadt- und Regionalentwicklung, Wirtschaftsförderung und strategische Planung. Die GbR wurde in die Rechtsform einer GmbH & Co. KG umgewandelt. Nach dem Ausscheiden von Eugen Höschele wird das Büro von Richard Reschl weitergeführt. Mitgesellschafter ist Dipl. Betriebswirt Günter Schöll. Das Aufgabenspektrum bleibt erhalten.
Reschl lehrt an der Stuttgarter Hochschule für Technik Stuttgart (HfT) im Masterstudiengang Stadtplanung und seit 1989 hauptamtlich Soziologie an der Hochschule für öffentliche Verwaltung und Finanzen (HVF) in Ludwigsburg.
Er ist Mitglied der Architektenkammer Baden-Württemberg.

## Publikationen
- Richard Reschl, Walter Rogg: Lokale Ökonomie und Wirtschaftsförderung in Stadtteilzentren, in Karoline Brombach, Detlef Kurth, Christina Simon-Philipp (Hrsg.): Quartiersmitten. Bausteine für die Entwicklung und das Management von Stadtteilzentren, Stuttgart 2011
- Richard Reschl, Siegfried Frech: Urbanität neu planen – Stadtplanung, Stadtumbau, Stadtentwicklung. Wochenschau-Verlag, 2011
- Richard Reschl, Walter Rogg: Kommunale Wirtschaftsförderung. Standortdialog und Standortentwicklung in Kommunen und Regionen. Verlag Wissenschaft & Praxis, Sternenfels 2003, ISBN 978-3-89673-175-3.
- Richard Reschl, Eva Proschek, Winfried Hermann: Lokale Agenda 21. Anstöße zur Zukunftsfähigkeit. Handreichung für eine reflektierte Handlungspraxis, Kohlhammer-Verlag, Stuttgart, 2000
- Richard Reschl, Kommunaler Handlungsspielraum und sozialer Wohnungsbau, 1987

### Artikel in Zeitungen, Zeitschriften und Sammelbänden
- Richard Reschl: Vom Leben in der Stadt – Gemeinden und Kreise als soziale Gebilde, in Thomas Mann, Günter Püttner (Hrsg.): Handbuch der kommunalen Wissenschaft und Praxis, Band 1: Grundlagen und Kommunalverfassung, Springer Verlag, 2007
- Richard Reschl: Die Regionalverbände und der Verband Region Stuttgart, in Siegfried Frech, Reinhold Weber: Handbuch Kommunalpolitik, Kohlhammer, Stuttgart, 2009
- Diverse Aufsätze in: Die Gemeinde (BWGZ) zu den Themen "Interkommunale Zusammenarbeit" (Heft 6/2005); "BID's – ein neuer Ansatz zur Stärkung der Innenstädte?" (Heft 6/2005); "Flächen gewinnen durch Innenentwicklung – Ein Aufgabenfeld für kleine und mittlere Kommunen" (Heft 9/2013); "Kommunales Liegenschaftsmanagement" (Heft 23/2014)